# Mario Moraes
Mario Ermírio de Moraes Filho (São Paulo, 20 de dezembro de 1988) é um automobilista brasileiro. Entre 2008 e 2010 correu na Indy Car, sendo um dos pilotos mais jovens da categoria. É neto do empresário e dono do Grupo Votorantim, Antonio Ermírio de Moraes. 

## Biografia

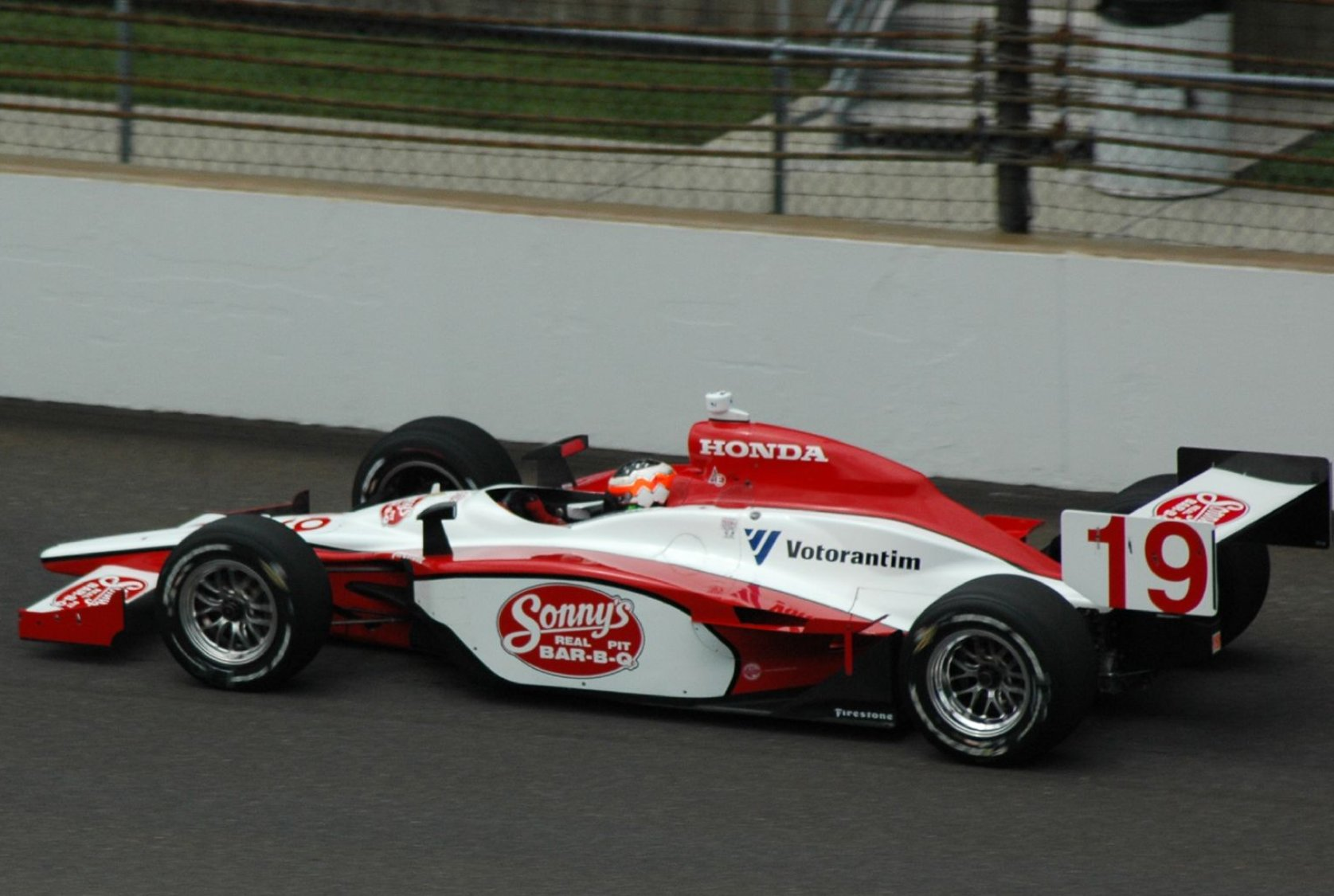
Carro de Mario Moraes na IndyCar Series de 2008.

Mario Moraes iniciou sua carreira automobilística no kart, aos 11 anos de idade. Após três anos na categoria, o piloto disputou a Fórmula TR 1600 nos Estados Unidos, conquistando 3 vitórias, 5 pole positions e 7 pódios em 11 largadas.
Em 2005, foi o 8º colocado na classificação geral da F3 Sul-Americana e no ano seguinte conquistou o vice-campeonato. Ainda em 2006, disputou 4 corridas da F3 Inglesa (National Series) obtendo 2 vitórias.
Em 2007, disputou o campeonato da F3 Inglesa (International Series) pela equipe Carlin Motorsport, terminando o ano na 14ª colocação do campeonato. Suas melhores posições na temporada foram: dois 5º lugares, o primeiro em Spa-Francorchamps (Bélgica) e o segundo em Rockingham (Inglaterra). 
Em 2008, Mario Moraes foi anunciado pela Dale Coyne, da Fórmula Indy, como novo piloto da equipe. O brasileiro, um dos mais jovens da categoria, terminou a sua temporada de estréia em 21º no campeonato, chegando entre os 10 primeiros em 3 oportunidades. Seu melhor resultado foi o 7º lugar no Grande Prêmio de Watkins Glen.
No ano seguinte, Mario transferiu-se para a equipe KV Racing Technology, de propriedade do ex-piloto Jimmy Vasser. Pelo novo time, o brasileiro conquistou o seu primeiro pódio na categoria ao chegar na 3ª colocação no Grande Prêmio de Chicago.
O piloto foi o quarto a somar mais pontos nas últimas quatro corridas da temporada 2009, atrás apenas dos três primeiros colocados do campeonato, Dario Franchitti (Campeão), Scott Dixon e Ryan Briscoe. O brasileiro conquistou 126 pontos e terminou a competição em 14º. Além disto, em uma eleição realizada pela IRL, Mario foi eleito pelos colegas da categoria como “a maior surpresa do ano”.
Em outubro de 2015, Moraes casou-se com Maria Carolina Palladino em cerimônia realizada em no arquipélago de Fernando de Noronha.

## Posição de chegada nas corridas
(Legenda: Corridas em negrito indicam pole position; corridas em itálico indicam volta mais rápida.)

### Fórmula 3 Sul-americana
| Ano  | Equipe            | 1     | 2     | 3      | 4     | 5     | 6      | 7      | 8      | 9     | 10     | 11    | 12     | 13    | 14     | 15     | 16     | Classificação | Pontos |
| ---- | ----------------- | ----- | ----- | ------ | ----- | ----- | ------ | ------ | ------ | ----- | ------ | ----- | ------ | ----- | ------ | ------ | ------ | ------------- | ------ |
| 2005 | Bassan Motorsport | CUR 7 | CUR 6 | CAM NQ | CAM 6 | BRA 5 | BRA 8  | CÓR NQ | CÓR 4  | RJA 6 | RJA NQ | RAF 8 | RAF NQ | PAR 4 | PAR NQ | TAR NQ | TAR NQ | 10º           | 27     |
| 2006 | Bassan Motorsport | CUR 2 | CUR 9 | SFÉ 1  | SFÉ 1 | SFÉ 1 | BRA NQ | BRA 1  | CUR NQ | CUR 6 | POR 2  | POR 1 | SFÉ 4  | SFÉ 4 | SFÉ NQ | SPO 5  | SPO 3  | 2º            | 89     |

### Fórmula 3 Inglesa
| Ano  | Equipe            | OUL | OUL | DON | DON | BUC | BUC | SNE | SNE | MOZ | MOZ | BRH | BRH | SPA | SPA | SIL | SIL | THR | THR | CRO | CRO | ROC | ROC | Classificação | Pontos |
| ---- | ----------------- | --- | --- | --- | --- | --- | --- | --- | --- | --- | --- | --- | --- | --- | --- | --- | --- | --- | --- | --- | --- | --- | --- | ------------- | ------ |
| 2007 | Carlin Motorsport | 16  | 17  | 8   | Ret | 11  | 9   | 12  | 10  | 9   | 14  | 8   | 12  | Ret | 5   | Ret | 17  | 12  | 6   | 6   | Ret | 5   | 7   | 14º           | 43     |

### Fórmula Indy
| Ano  | Equipe     | 1       | 2       | 3      | 4       | 5      | 6      | 7       | 8      | 9       | 10      | 11      | 12     | 13      | 14     | 15     | 16     | 17     | 18      | 19      | Classificação | Pontos |
| ---- | ---------- | ------- | ------- | ------ | ------- | ------ | ------ | ------- | ------ | ------- | ------- | ------- | ------ | ------- | ------ | ------ | ------ | ------ | ------- | ------- | ------------- | ------ |
| 2008 | Dale Coyne | HMS 16  | STP 16  | MOT NP | LBH Ret | KAN 17 | IND 18 | MIL 23  | TXS 18 | IOW Ret | RIR Ret | WGL 7   | NSH 10 | MDO Ret | EDM 20 | KTY 17 | SNM 10 | DET 15 | CHI Ret | SRF Ret | 21º           | 244    |
| 2009 | KV Racing  | STP Ret | LBH Ret | KAN 11 | IND Ret | MIL 9  | TXS 10 | IOW Ret | RIR 16 | WGL 14  | TOR 11  | EDM Ret | KTY 18 | MDO NP  | SNM 4  | CHI 3  | MOT 5  | HMS 7  |         |         | 16º           | 248    |
| 2010 | KV Racing  | BRA Ret | STP Ret | ALA 13 | LBH 6   | KAN 7  | IND    | TXS     | IOW    | WGL     | TOR     | EDM     | MDO    | SNM     | CHI    | KTY    | MOT    | HMS    |         |         | 17º           | 95     |

## Prêmios e indicações
| Ano  | Prêmio           | Categoria | Resultado |
| ---- | ---------------- | --------- | --------- |
| 2009 | Capacete de Ouro | Top       | Indicado  |